# 505 Games
505 Games – włoski wydawca gier komputerowych z siedzibą w Mediolanie. Firma została założona w 2003 roku i wydaje gry na kilka platform: DS, NDS, Wii, Wii U, NS, PS3, PS4, PSP, PSV, X360, XONE i PC.